# Sławomir Ruciński
Sławomir Maria Ruciński (ur. 2 lipca 1943 w Częstochowie) – polski astronom mieszkający i pracujący w Kanadzie od 1984 roku. Profesor doktor habilitowany, professor emeritus w Department of Astronomy and Astrophysics (DAA), University of Toronto od lipca 2009 roku.

## Życiorys i działalność naukowa

### W Polsce
W drugiej połowie lat 50. aktywnie obserwował gwiazdy zmienne w ramach częstochowskiego oddziału Polskiego Towarzystwa Miłośników Astronomii. Ukończył studia (1960–1965) na Uniwersytecie Warszawskim, praca magisterska (1965; „Układ zaćmieniowy DI Pegasi” pod opieką prof. Andrzeja Kruszewskiego) i doktorat (1970; „Efekty bliskości w ciasnych układach podwójnych” pod opieką prof. Stefana Piotrowskiego), habilitacja (1974); wszystkie tytuły uzyskane na Uniwersytecie Warszawskim. Zatrudniony w Obserwatorium Astronomicznym UW kolejno jako asystent, adiunkt i docent w latach 1965–1980. W tym czasie był opiekunem naukowym magistrantów i doktorantów, wśród nich kilku słynnych polskich astronomów: magisterium prof. Andrzeja Udalskiego i prof. Janusza Kałużnego, doktorat prof. Aleksandra Schwarzenberga-Czernego. Nominacja profesorska (zaocznie, podczas pobytu za granicą) w listopadzie 1982 roku. Przez 20 lat (1961–1981) prowadził popularny dział astronomiczny „Głowa do góry” w miesięczniku „Młody Technik”.
Wyjazdy zagraniczne:
- Staż podoktorski na University of Florida, Gainesville, USA (1970–1971);
- Research Associate, Dominion Astrophysical Observatory, Victoria, BC, Kanada (1975–1977);
- Max Planck Institute, Monachium, Niemcy (1980–1982);
- Institute of Astronomy, Cambridge, Wielka Brytania (1982–1984);
- liczne pobyty obserwacyjne w wielu obserwatoriach światowych.

### W Kanadzie
Od 1984 roku był profesorem kontraktowym na University of Toronto (1985–1987), potem w Institute of Space and Terrestrial Science w Toronto (1987–1997), gdzie zaprojektował satelitę MOST (poniżej). W tym czasie Adjunct Professor na uniwersytetach Toronto i York. W latach 1997–1998 Canadian Resident Astronomer Teleskopu Kanadyjsko-Francusko-Hawajskiego (ang. CFHT). W 1999 roku wrócił do Toronto i został profesorem w DAA oraz dyrektorem zarządzającym Obserwatorium Davida Dunlapa (ang. DDO) przez ostatnie 10 lat istnienia obserwatorium do 2008 roku. W tym czasie przeprowadził ważny przegląd orbit spektroskopowych wszystkich dostępnych krótkookresowych (P < 1 d) gwiazd podwójnych do 10m, którego wynikiem było ponad 20 publikacji.
Od lipca 2009 roku jest na emeryturze, ale pozostaje aktywny naukowo i dydaktycznie. Na wiosnę 2013 roku prowadził wykład dla doktorantów w Centrum Astronomicznym im. Mikołaja Kopernika w Warszawie, „Physics of Stars”.
Interesuje się głównie gwiazdami podwójnymi, aktywnością gwiazd typu słonecznego, aktywnością młodych gwiazd, atmosferami gwiazdowymi, obserwacjami astronomicznymi z pokładów satelitów.
Jest autorem 429 publikacji naukowych z całkowitą liczbą cytowań 9596. W przeliczeniu na jednego autora, liczba cytowań 4626 jest najwyższa wśród żyjących i aktywnych polskich astronomów. Współczynnik Hirscha (h-index): 51, znormalizowany na jednego autora: 34. Dane z bazy danych ADS z marca 2017 roku.
Postanowieniem Prezydenta Rzeczypospolitej Polskiej z dnia 20 maja 2015 r. Sławomir Ruciński został odznaczony Krzyżem Oficerskim Orderu Odrodzenia Polski w uznaniu za wkład w powstanie pierwszych polskich satelitów naukowych. Uroczystość miała miejsce 25 września 2015 roku w Centrum Badań Kosmicznych PAN w Warszawie.
13 września 2017 r. astronomowie zgromadzeni na Walnym Zebraniu Polskiego Towarzystwa Astronomicznego w Zielonej Górze w głosowaniu tajnym nadali Sławomirowi Rucińskiemu godność Członka Honorowego Towarzystwa w podziękowaniu za zasługi dla rozwoju polskiej astronomii. Jest on jedenastym Członkiem Honorowym w 94-letniej historii Towarzystwa.

## Członkostwo w organizacjach
- Członek Międzynarodowej Unii Astronomicznej (MUA) od 1973 roku;
- Wiceprezydent, potem Prezydent Komisji 42 „Close Binary Stars” MUA (2003–2009).

## MOST (Microvariablity and Oscillations of STars) i BRITE (BRIght Target Explorer)
Sławomir Ruciński jest pomysłodawcą i inicjatorem astronomicznych projektów satelitarnych MOST i BRITE.
W 1997 roku przedstawił (wraz z dr. inż. Kieranem Carollem i prof. Jaymie Matthewsem) wniosek do Kanadyjskiej Agencji Kosmicznej (ang. CSA) przedstawiający plan badań i założenia techniczne zbudowania pierwszego, stabilizowanego 3-osiowo mikrosatelity (<100 kg) do obserwacji astronomicznych. MOST był zbudowany w Space Flight Laboratory, University of Toronto Institute for Aerospace Studies (SFL-UTIAS) przy całkowitym (łącznie ze startem) koszcie 10 milionów dolarów kanadyjskich.
MOST, umieszczony na orbicie w 2003, przyniósł ważne doświadczenia wykorzystane przy projektowaniu satelitów COROT i Kepler. Umożliwia precyzyjną (relatywna dokładność 10−4–10−5) i nieprzerwaną (do 7–8 tygodni) fotometrię jasnych (1–12m) gwiazd w pasie ekliptycznym nieba. Przewiduje się, że będzie działał do co najmniej 2015 roku, przynosząc dalsze dane dotyczące głównie oscylacji gwiazd, zakryć gwiazd przez planety, jak również efektów niestabilności w wiatrach gwiazdowych i podczas akrecji z dysków w młodych gwiazdach. Obecnie projektem MOST kieruje prof. Jaymie Matthews.
Odzewem na apel ze strony dyrektora Space Flight Laboratory (SFL-UTIAS), dr. R. Zee, co do ewentualnego ustalenia astronomicznego programu naukowego dla nanosatelity (<10 kg), był jego pomysł konstrukcji i plan naukowy dwóch satelitów BRITE (BRIght Terget Explorer) z kosztami poniżej 2 milionów dolarów za satelitę.
Dokumentacja i plan naukowy udostępnione współpracownikom z projektu MOST w Austrii (prof. Werner W. Weiss) zaowocowały akceptacją projektu przez ten kraj w 2007 roku. W 2010 roku, z inicjatywy Rucińskiego, do projektu przystąpiła Polska, co doprowadziło do planów Konstelacji czterech satelitów BRITE.
Fundusze przyznane przez Kanadyjską Agencję Kosmiczną (CSA) w 2011 pozwoliły grupie kanadyjskiej zbudować dwa satelity z serii BRITE: „Toronto” i „Montreal”, z których na orbicie umieszczony został ten pierwszy, powiększając międzynarodową konstelację BRITE do pięciu satelitów. Start BRITE-Montreal nie powiódł się. Satelita pozostał w ostatnim członie rakiety Dniepr, z którą krąży po eliptycznej orbicie o parametrach 620 × 1450 km.

## Publikacje
- Spis publikacji Sławomira Rucińskiego